# Portishead and North Weston
Portishead and North Weston är en tidigare civil parish i distriktet North Somerset, Storbritannien. Den låg i grevskapet Somerset och riksdelen England, i den södra delen av landet, 180 km väster om huvudstaden London. Civil parish hade 23 699 invånare år 2011.
Portishead and North Weston/North Weston and Portishead var en civil parish 1 april 1993–1 april 2011 när blev den en del av Portishead.